# Powinowactwo prostokątne
Powinowactwo prostokątne – rodzaj powinowactwa osiowego na płaszczyźnie.

## Definicja
Powinowactwo prostokątne {\displaystyle f} o osi {\displaystyle k} jest to takie powinowactwo osiowe na płaszczyźnie, w którym prosta {\displaystyle k} jest prostą punktów stałych tego przekształcenia, a wektor powinowactwa jest prostopadły do osi.

Wektor powinowactwa jest to uporządkowana para punktów nie leżąca na osi {\displaystyle k{:}} dowolny punkt {\displaystyle A} i jego obraz punkt {\displaystyle A'.}

Stosunek powinowactwa jest to liczba {\displaystyle s} spełniająca warunek: {\displaystyle {\vec {A_{P}'A'}}=s\cdot {\vec {A_{P}A}},} gdzie punkty {\displaystyle A_{P}} i {\displaystyle A'_{P}} są rzutami prostokątnymi punktu {\displaystyle A} i jego obrazu {\displaystyle A'} na oś {\displaystyle k.}

Powinowactwo prostokątne można opisać w prostokątnym układzie współrzędnych wzorem  analitycznym:

{\displaystyle {\begin{cases}x'=x\\y'=sy\end{cases}}}

## Własności
- Dla dowolnych punktów {\displaystyle A} i {\displaystyle B} niebędących punktami stałymi powinowactwa prostokątnego {\displaystyle f} proste {\displaystyle Af(A)} i {\displaystyle Bf(B)} są równoległe.
- Jeśli wektor powinowactwa jest zerowy {\displaystyle (A=A'),} to powinowactwo prostokątne staje się przekształceniem tożsamościowym.
- Jedynymi punktami stałymi w powinowactwie prostokątnym różnym od tożsamościowego są punkty osi powinowactwa {\displaystyle k.}
- Jedynymi prostymi stałymi powinowactwa prostokątnego nietożsamościowego jest oś powinowactwa {\displaystyle k} i wszystkie proste prostopadłe do osi powinowactwa.
- Powinowactwo prostokątne jest wyznaczone jednoznacznie, gdy podamy oś powinowactwa {\displaystyle k} i wektor powinowactwa prostopadły do osi.
- Powinowactwo prostokątne jest wyznaczone jednoznacznie, gdy podamy oś powinowactwa {\displaystyle k,} oraz stosunek powinowactwa {\displaystyle s.}
- Symetria osiowa jest powinowactwem prostokątnym, w którym środek wektora powinowactwa leży na osi powinowactwa.

## Niezmienniki
- stosunek długości równoległych odcinków
- stosunek podziału wektora
- stosunek pól figur

## Fakty
Można udowodnić, że każde przekształcenie afiniczne daje się przedstawić jako złożenie pewnego powinowactwa prostokątnego i pewnego podobieństwa.
Każde przekształcenie afiniczne na płaszczyźnie jest powinowactwem prostokątnym lub złożeniem dwóch albo trzech powinowactw prostokątnych. Z tego wynika, że powinowactwa prostokątne generują grupę przekształceń afinicznych.